# 三佳乡
三佳乡，是中华人民共和国山西省晋中市介休市下辖的一个乡镇级行政单位。2021年4月，撤销三佳乡，整建制并入洪山镇。

## 行政区划
三佳乡下辖以下地区：
三佳村、永庆村、南两水村、北两水村、东湛泉村、西湛泉村、东宋丁村、西宋丁村、温村、崇贤村和下曹麻村。